# Scania

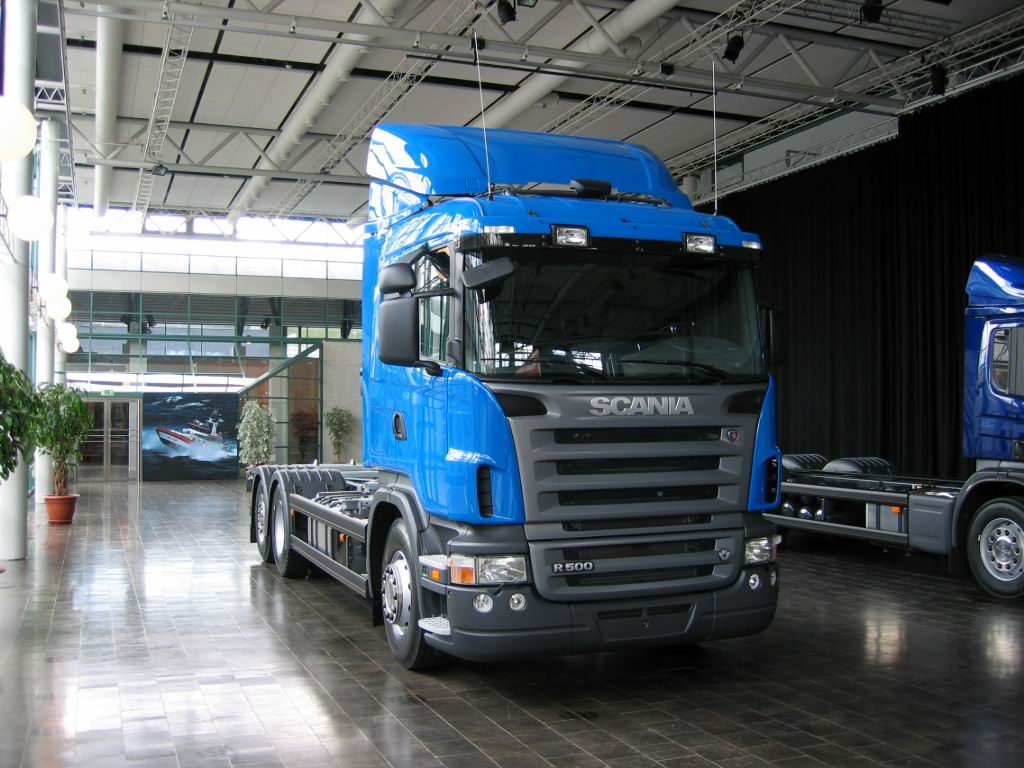
Scania R 500

Akciová společnost Scania (přesněji Scania AB) je jedním z největších švédských výrobců nákladních automobilů, autobusů a lodních a průmyslových motorů. Skupina zaměstnává celosvětově kolem 49 000 zaměstnanců (rok 2020).
V současnosti je Scania jediným výrobcem v Evropě, který vyrábí tahače s osmiválcovými motory. Je výrobcem nejsilnějšího motoru s 770 koňmi.

## Historie
Scania (latinské jméno regionu Skåne) byla založena v roce 1891 v Malmö. Zabývala se jak výrobou nákladních vagónů pro švédské státní železnice (Statens Järnvägar), tak výrobou válcovaného hutního materiálu. Produkci nákladních automobilů se Scania věnuje od roku 1903. Po fúzi se společností Vabis (Vagn Aktie Bolaget I Södertälje v roce 1911 a vzniku firmy Scania-Vabis) bylo sídlo společnosti přeloženo do Södertälje.
V roce 1919 byla celá výroba orientována pouze na nákladní automobily. V období po první světové válce však poptávka po nich prudce klesla a i kvůli silné deflaci společnost v roce 1921 zbankrotovala. Ještě v tomtéž roce však byla se stejným názvem založena znovu.
Scania-Vabis jako úspěšný podnik s rozvinutou sítí obchodních zastoupení a opravářských dílen pro autobusy a nákladní automobily byla od roku 1948 navíc i generálním importérem Volkswagenu ve Švédsku. V roce 1969 se společnost sloučila s firmou Saab pod jménem Saab-Scania. V roce 2000 vyrobila Scania své miliónté vozidlo.
Od roku 1991 je Scania opět samostatnou společností. V roce 2000 získala skupina Volkswagen AG za částku okolo 3 miliard marek 18,7 % kapitálu a 34,0 % hlasů ve správní radě.
V roce 2019 firma byla ze 100% součástí skupiny Volkswagen. 86,65% akcií vlastnila firma Traton a 13,35% společnost MAN (obě taktéž součásti koncernu VW).

## Fotogalerie

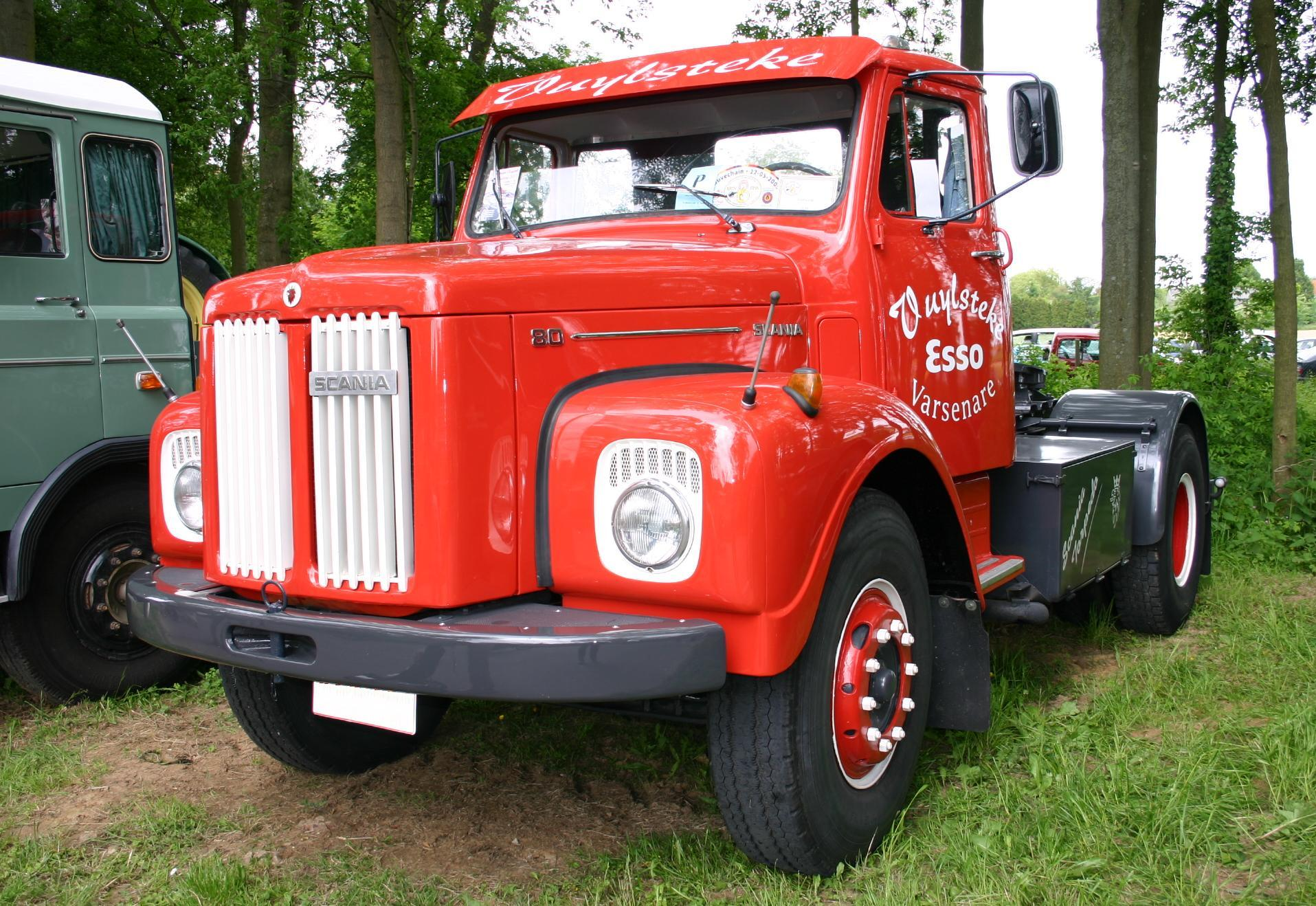
L80
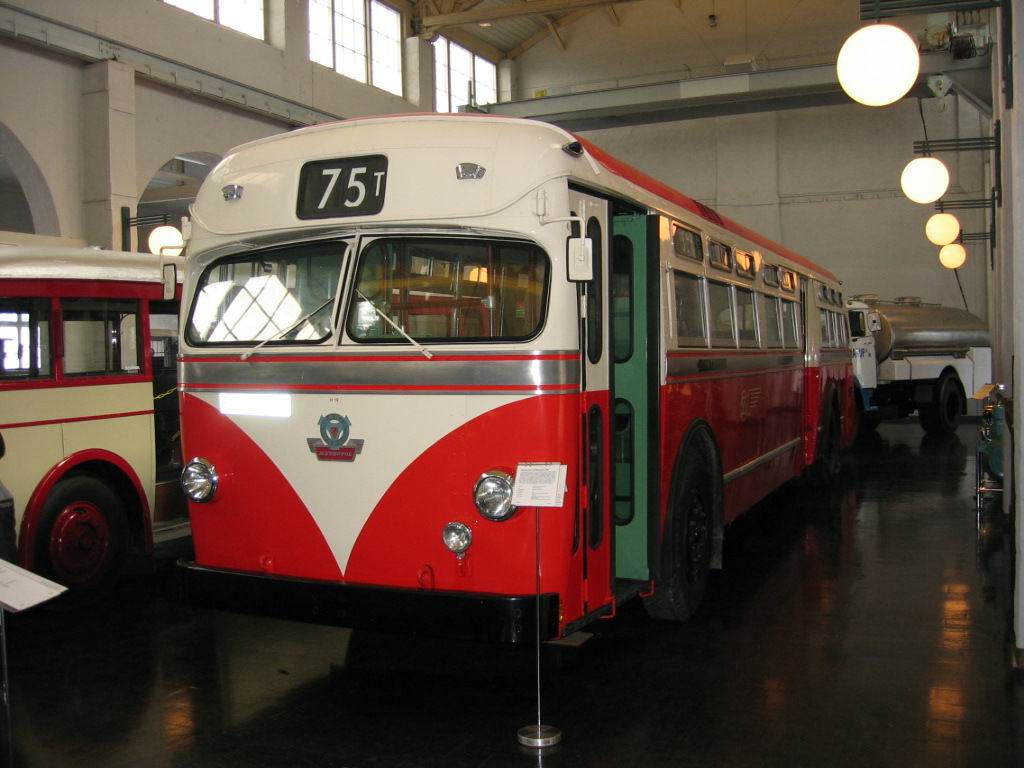
Scania-Vabis C 50 Metropol
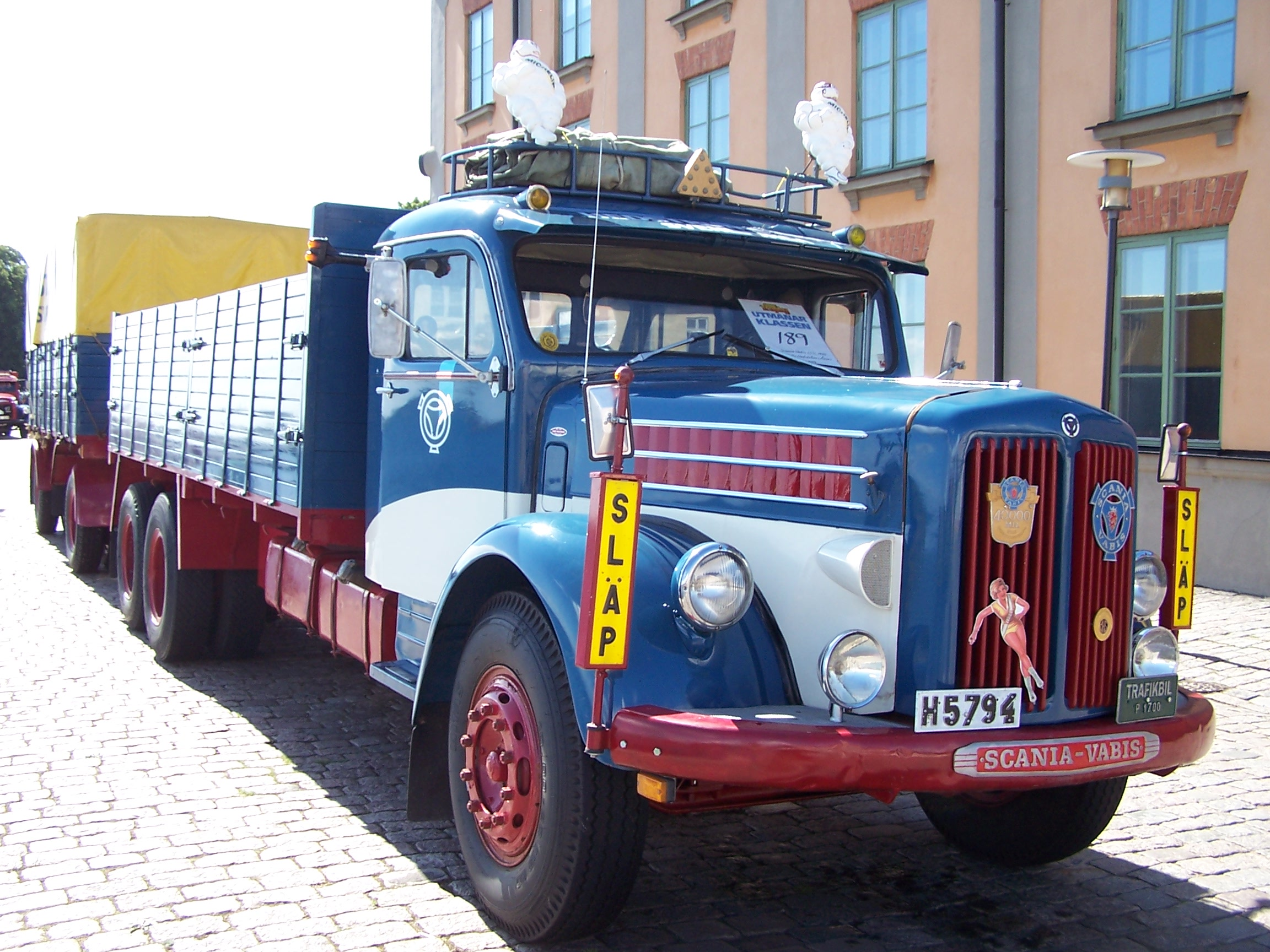
Scania Vabis LS71 (1955)
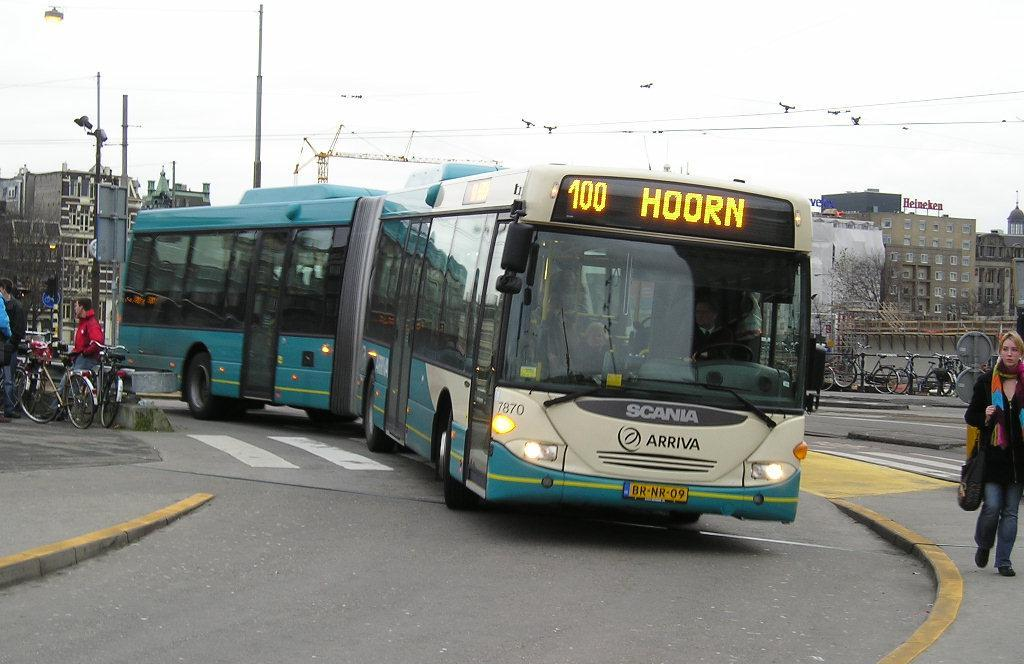
7870 Scania OmniLink
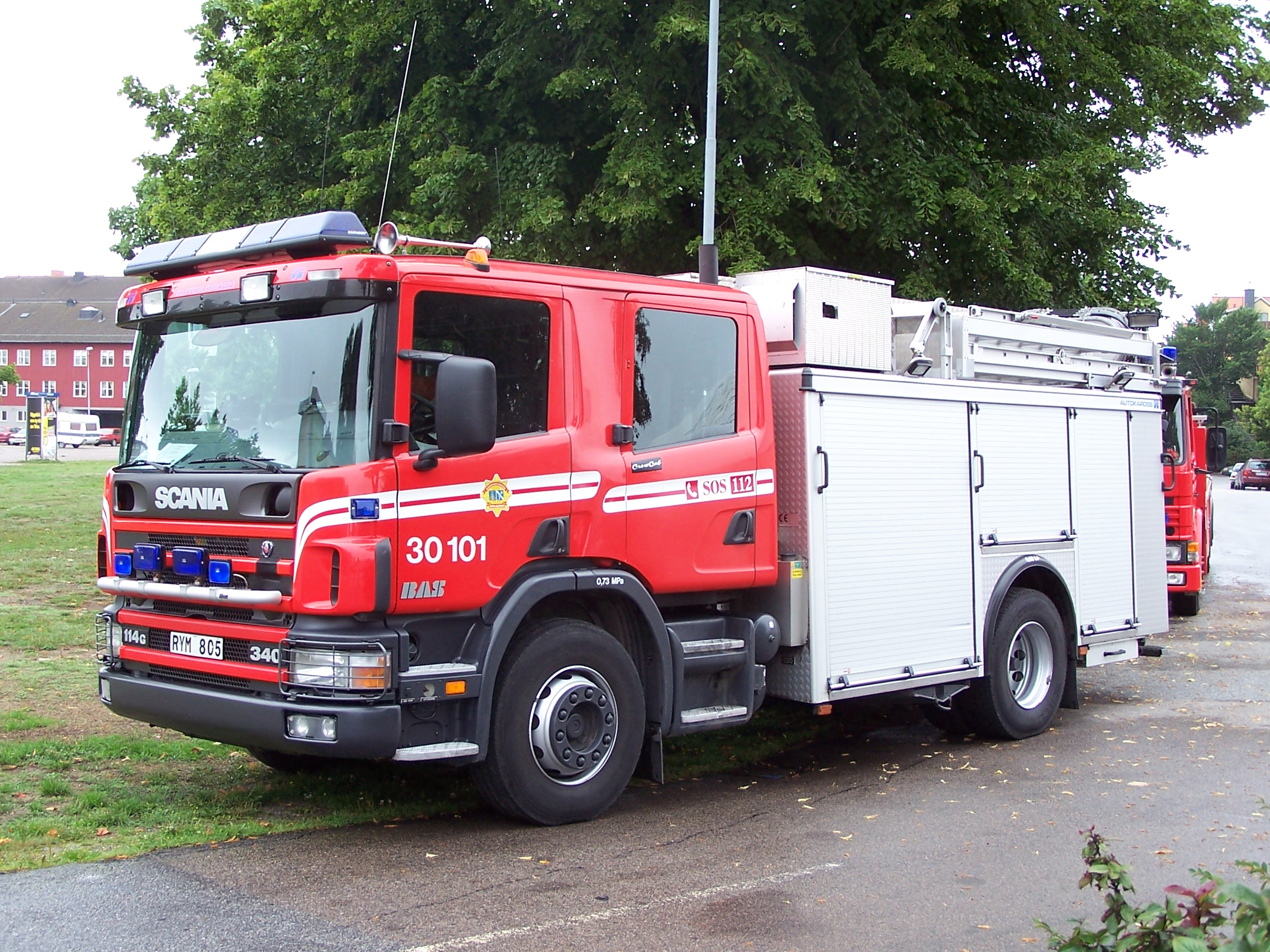
P114G hasičský speciál
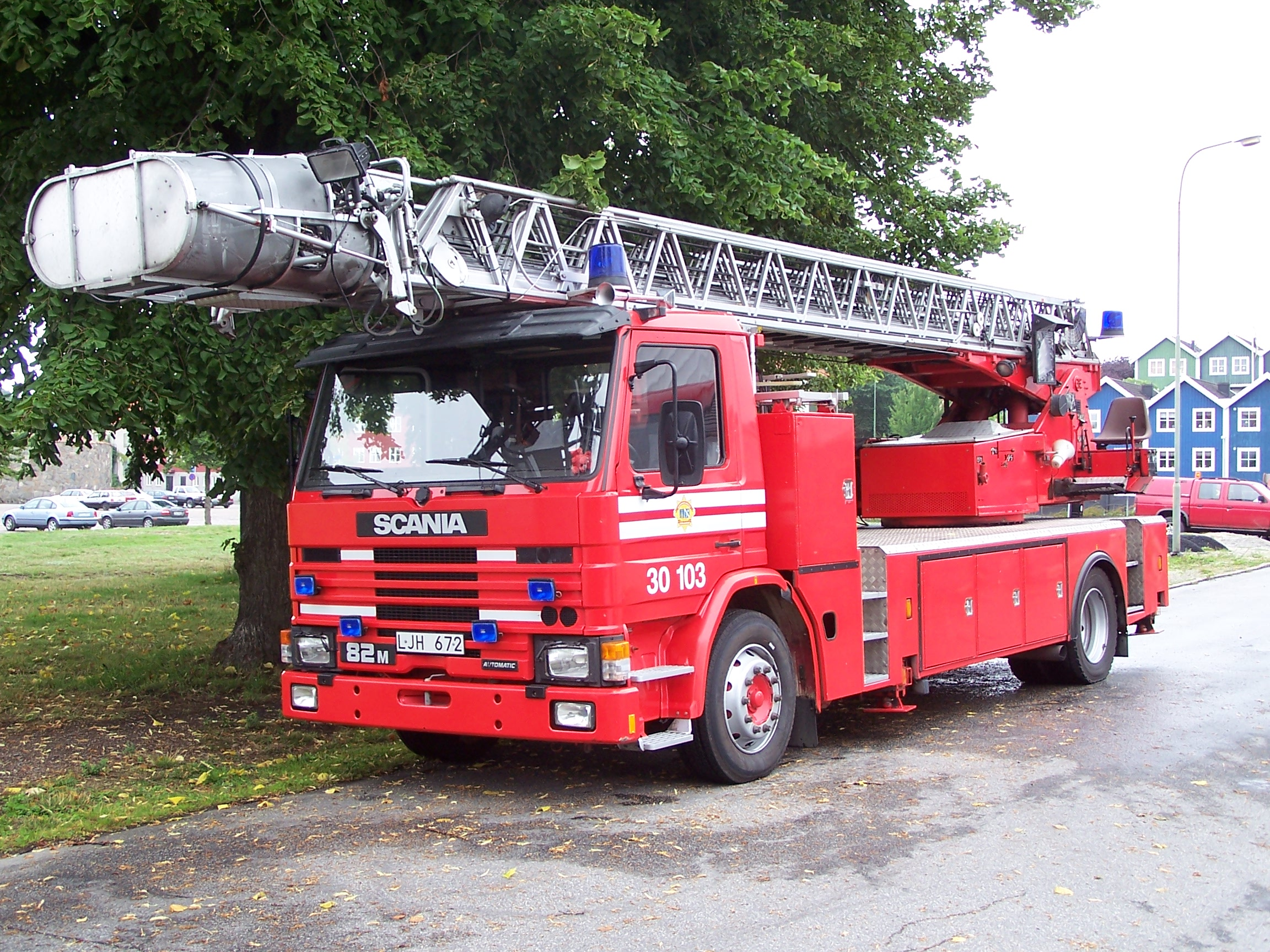
G28M hasičský speciál
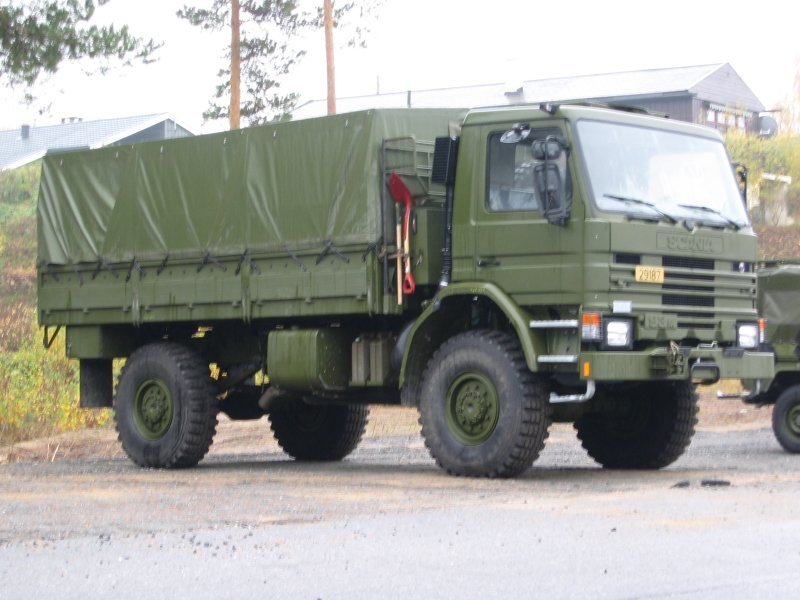
93 M norské armády
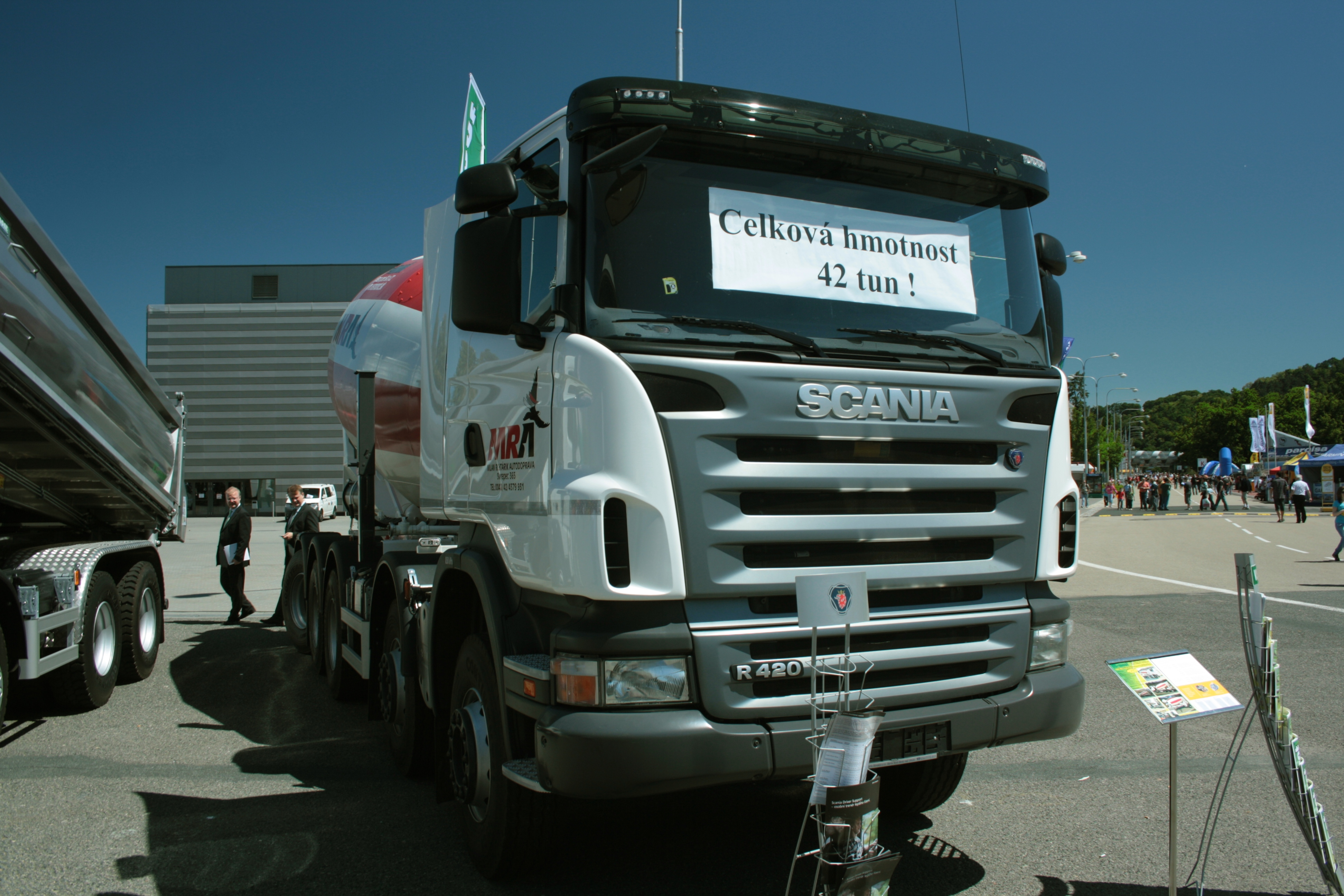
R 420

## Výrobní závody
Centrála firmy je ve švédském městě Södertälje. Kromě toho má Scania výrobní provozy i jinde ve Švédsku, Evropě i ve světě.
- Södertälje, Švédsko
- Luleå, Švédsko
- Oskarshamn, Švédsko
- Zwolle, Nizozemsko
- Meppel, Nizozemsko
- Angers, Francie
- Lahti, Finsko
- Słupsk, Polsko
- Petrohrad, Rusko (společně s MAN)
- São Paulo, Brazílie
- Tucumán, Argentina
- Johannesburg, Jihoafrická republika